# Sociedad Deportiva de Remo Pedreña
La Sociedad Deportiva de Remo Pedreña es un club deportivo cántabro de remo que disputa regatas en todas las categorías y modalidades de banco fijo (bateles, trainerillas y traineras) y en alguna ocasión también en banco móvil. Su palmarés es muy extenso, donde cabe destacar la consecución de 4 Banderas de La Concha en San Sebastián, 8 Campeonatos de España de Traineras y varias regatas de gran importancia como la Bandera de Santander.

## Historia

### Inicios
Su actividad comienza en el siglo XIX, y en 1895 se adjudica la Regata de los Cabildos de Santander con José Ansorena de patrón. En 1920 se adjudicaron la Bandera de Santander con la trainera "Diez Hermanos", obteniendo un premio de 1000 pesetas. En 1933 volvieron a repetir su título en Santander, con la trainera Elcano, y por delante de Castro y Peñacastillo.
Después, la historia del club consta de dos fases destacadas, la primera en la década de los 40 y la segunda en los años 1960. En la década de los 40 y estando como presidente César Hermosilla ganan la Bandera de La Concha en tres ocasiones con la trainera llamada "La Castilla". Anteriormente habían utilizado en 1934 la trainera "Cantabria" que se fabricó en Guinea y que pesaba tan sólo 165 kilogramos. En 1920 usó una trainera llamada Diez hermanos y en 1933 Elcano y Pasayako.

### Década de los años 1960 y parón
Después de un tiempo de parón, en 1964 y con Antonio Corino como presidente, Pedreña vuelve a la élite de la mano del patrón que ganó las tres Banderas de La Concha, Pepe Bedia que sigue en activo con 74 años. Poco después dará el relevo a Rubén Laso "Michelena", aunque en los años 1978 y 1980 no sale el barco al agua por falta de remeros.
En esa época eran habituales los desafíos entre tripulaciones, siendo el más disputado entonces el de Pedreña contra Fuenterrabía. En 1976, se vuelve a conseguir otro título en la Bandera de La Concha por cuarta vez en su historia. Del año 1987 al año 1992, el club no sacó trainera al agua por falta de remeros, pero desde 1993 sale ininterrumpidamente.
A finales de mayo de 2010 se realizó el bautizo de la trainera Seve Ballesteros, en honor al golfista de la localidad Severiano Ballesteros. Para la clasificatoria de La Concha de 2017 estrenaron una nueva trainera denominada Pedreñera, de color blanco y que construyeron entre dos miembros del club, Alejandro Mantilla y Ezequiel Guevara, en sus instalaciones. Para el año 2019 volvieron a construir otra trainera nueva, denominada también Pedreñera, pero de color negro.

## Palmarés
Títulos nacionales

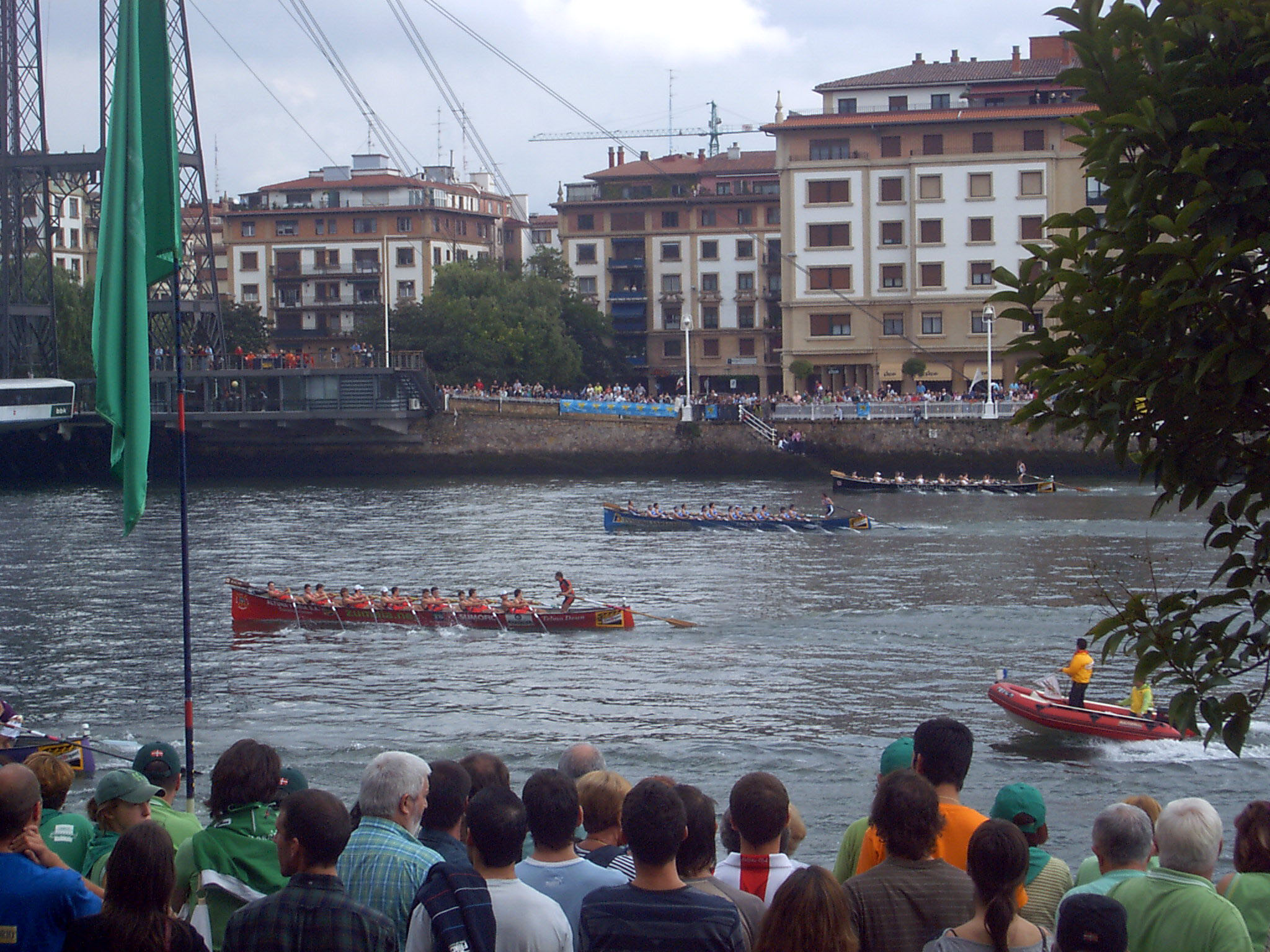
Bandera de Portugalete 2007. Al fondo la trainera negra de Pedreña.

- 8 Campeonatos de España de Traineras: 1944, 1947, 1948, 1965, 1966, 1967, 1968 y 1970.
- 2 Campeonato del Cantábrico: 1945 y 1946 (en propiedad).
- 5 Copas de S. E. El Generalísimo: 1964, 1965, 1967, 1969 y 1970.
- 1 Copa del Rey Juan Carlos I: 1976.

Títulos regionales
- 17 Campeonatos Regionales de Traineras: 1944, 1945, 1946, 1947, 1948, 1949, 1950, 1964, 1965, 1966, 1969, 1979, 1985, 2007, 2020, 2021 y 2022.

Banderas
- 2 Copas del Rey Alfonso XIII: 1919 y 1920.
- 12 Banderas de Santander: 1895, 1919, 1920, 1933, 1940, 1942, 1944, 1945, 1947, 1948, 1949, 2015, 2020, 2021 y 2022.
- 4 Banderas de Bilbao: 1945, 1946, 1947 y 1949.
- 4 Banderas de La Concha: 1945, 1946, 1949 y 1976.
- 1 Gran Premio del Nervión: 1966.
- 1 Bandera Ciudad de Castro Urdiales: 1976.
- 1 Trofeo El Corte Inglés: 1973.
- 9 Banderas Sotileza: 1979, 1983, 1997, 2007, 2010, 2015, 2020, 2021 y 2022.
- 6 Banderas Bansander: 1985, 2007, 2008, 2015, 2020, 2021, 2022.
- 2 Banderas Conde de Fenosa: 1979 y 1981.
- 6 Banderas de Marina de Cudeyo: 1972, 1985, 1997, 2002, 2020(disputada en Santander) y 2022.
- 1 Bandera Villa de San Vicente: 1983.
- 2 Banderas de Suances: 1997 y 2000.
- 1 GP de Astillero: 1997.
- 2 Banderas de Santoña: 1997 y 2002.
- 1 Regata por la Paz: 1997[7]
- 1 Bandera de Carasa: 1988.
- 1 Bandera de Plencia: 1998.
- 2 Banderas de Pontejos: 1997 y 1998.
- 2 Banderas de Hernani: 2001 y 2002.
- 2 Banderas de la S.D.R. Pedreña: 2001 y 2002.
- 1 Bandera de Iberia: 2002.
- 1 Bandera de Pasaia: 2002.
- 1 Bandera de Irún: 2002.
- 2 Banderas de La Rioja: 2003 y 2006.
- 1 Descenso de Astillero: 2006.
- 1 Bandera de Guecho: 2006.
- 1 Descenso de Pontejos: 2007.
- 1 Bandera de la Sociedad Deportiva de Remo Castro Urdiales: 2007.
- 3 Banderas Caja Cantabria: 2007, 2010 y 2012.
- 5 Banderas Hipercor: 2006, 2007, 2010, 2011 y 2012.
- 1 Descenso de Santoña: 2009.
- 1 Bandera Flavióbriga: 2009.
- 1 Descenso del Asón: 2012.

## Presidentes
| Período   | Presidente               |
| --------- | ------------------------ |
| 1964-1967 | Antonio Corino Güemes    |
| 1968-1969 | Miguel Portilla          |
| 1970      | Antonio Corino Güemes    |
| 1971      | Casiano Ruiz Cavada      |
| 1972-1973 | Miguel Portilla          |
| 1974      | Antonio Corino Güemes    |
| 1975      | Venancio Bedia Bedia     |
| 1976-1979 | Antonio Corino Güemes    |
| 1981-1986 | José María García Rivero |
| 1987      | Laureano Tricio Trueba   |
| 1993-1996 | Antonio Corino Güemes    |
| 1997-2000 | Jesús López Polidura     |
| 2001-2007 | Aurelio Montes Neira     |
| 2008-2022 | Calixto Presmanes Ruiz   |